# Alburnoides manyasensis
Alburnoides manyasensis es una especie de pez del género Alburnoides, familia Cyprinidae. Fue descrita científicamente por Turan, Ekmekçi, Kaya & Güçlü en 2013.
Se distribuye por Asia: cuenca del mar de Mármara en Turquía. La longitud total (TL) es de 12,7 centímetros con un peso máximo de 22,92 gramos. Habita en aguas claras y rápidas.
Está clasificada como una especie marina inofensiva para el ser humano.